# Vitis sinuata
Vitis sinuata là một loài thực vật hai lá mầm trong họ Nho. Loài này được (Pursh) G. Don miêu tả khoa học đầu tiên năm 1831.